# ZETA (企業)
ZETA株式会社（ゼータ、英: ZETA INC.）は、東京都世田谷区に本社を置く日本の会社。

## 概要
ZETA株式会社（旧名：サイジニア株式会社）は、AIを活用したデジタルマーケティングソリューションの開発・販売を行う。
【事業内容】CX向上生成AIソリューション『ZETA CXシリーズ』を展開している。『ZETA CXシリーズ』はEC商品検索・サイト内検索エンジン「ZETA SEARCH」、ハッシュタグ活用エンジン「ZETA HASHTAG」、ロイヤルティ向上エンジン「ZETA ENGAGEMENT」、リテールメディア広告エンジン「ZETA AD」、ECキュレーションエンジン「ZETA BASKET」などで構成される。各製品は相互に補完・強化しあうことで導入効果の向上とクロスセルを生み出す。大手企業を中心に複数製品での導入が加速しており、ECサイト内の売上アップ・CVR改善・回遊率向上などの効果が確認されている。

## 沿革
- 2005年（平成17年）8月15日 - サイジニア有限会社として設立。
- 2007年（平成19年）
  - 3月 - 東京都品川区に本社を移転。
  - 4月4日 - サイジニア株式会社へ組織変更。
- 2014年（平成26年）
  - 12月19日 - 東京証券取引所マザーズ上場[2]。
- 2022年（令和4年）4月 - 東京証券取引所の市場区分の見直しにより東京証券取引所マザーズからグロース市場に移行。
- 2023年（令和5年）1月4日 - ハッシュタグ活用エンジン「ZETA HASHTAG」の提供技術における特許を取得[3]。
- 2024年（令和6年）10月 - ZETA株式会社に商号変更。
  - 2月2日 - ハッシュタグ活用エンジン「ZETA HASHTAG」が商品情報などからハッシュタグを生成し、ハッシュタグから商品情報へ容易にアクセスを可能にする技術で特許を取得[4]。
  - 5月21日 - リテールメディア広告エンジン「ZETA AD」の提供技術における特許を取得[5]。
  - 8月14日 - ハッシュタグ活用エンジン「ZETA HASHTAG」がGoogleの新たな検索機能『ハッシュタグ検索』に対応した技術で特許を取得[6]。
  - 10月1日 - サイジニア・ZETA・デクワスが合併し、ZETA株式会社に商号変更。
  - 12月12日 - リテールメディア広告エンジン「ZETA AD」が正式に特許を取得[7]。
- 2025年（令和7年）3月3日 - クチコミメディアの開発・運営を行う子会社VOICE株式会社を設立[8]。